# HARD:LINE Festival

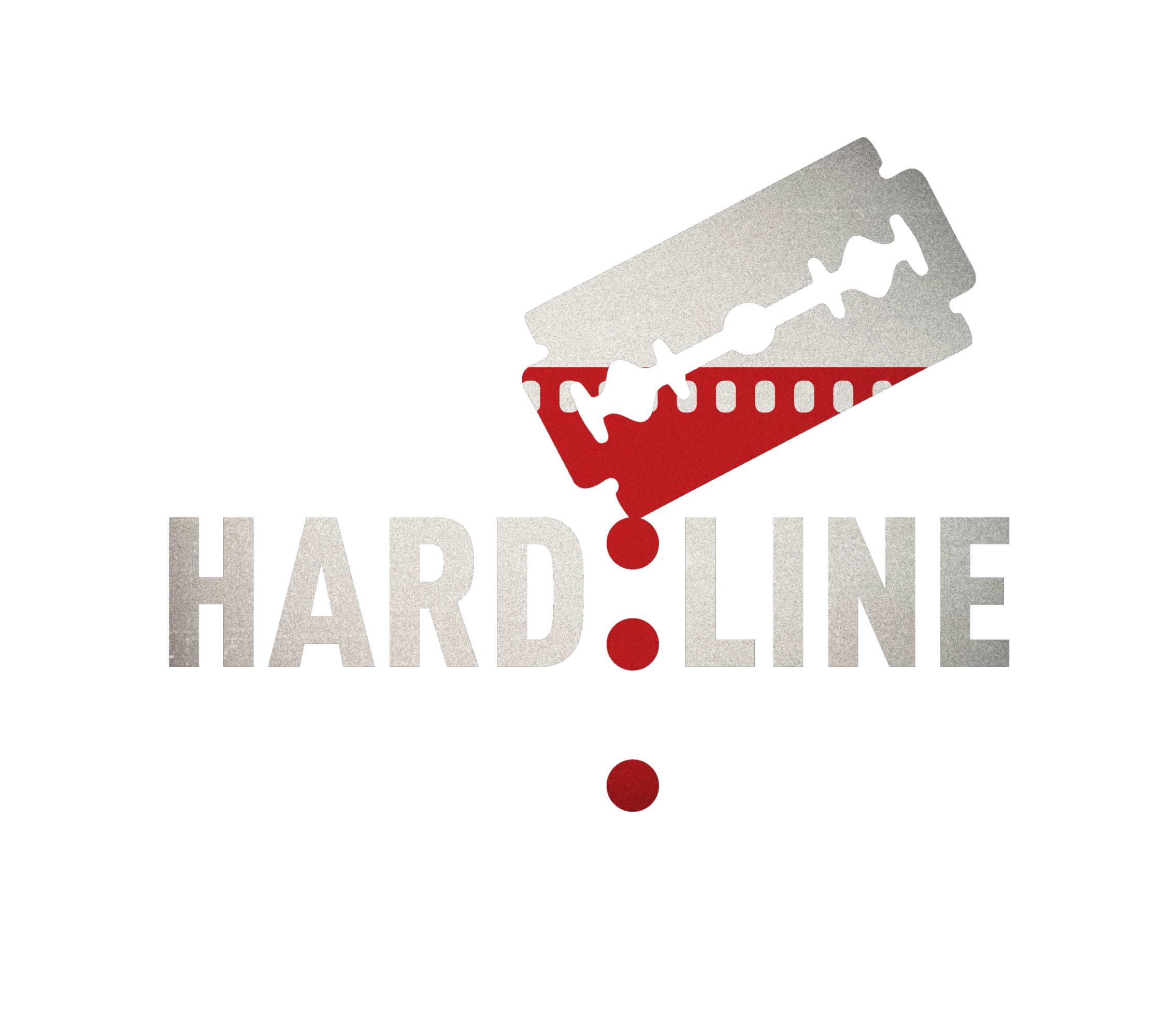
Das offizielle Logo des HARD:LINE Film Festivals

Das HARD:LINE Film Festival ist ein internationales Filmfestival, das jährlich im April in Regensburg stattfindet. Das Festival entstand aus der gleichnamigen monatlichen Filmreihe und konzentriert sich vornehmlich auf Beiträge aus Filmgenres wie Horror, Thriller oder Science Fiction.

## Entwicklung
Zwischen Januar 2010 und Dezember 2019 zeigte HARD:LINE in Regensburg regelmäßig Filme aus den Genres Horror, Thriller und Science Fiction in einer Filmreihe. An jedem letzten Samstag (später Donnerstag) im Monat fanden Beiträge extremer Filmkunst im Spätprogramm der Kinos im Andreasstadel ihren Platz und wurden medienwissenschaftlich eingeleitet. Die große mediale Aufmerksamkeit und der Zuspruch durch das Publikum führten dazu, dass zur monatlichen Reihe im Jahr 2013 erstmals ein Filmfestival organisiert wurde, das sich auf die Highlights des Jahres konzentriert. Das Programm wird seither jährlich ausgeweitet. Im Jahr 2016 musste das Festival aufgrund des großen Zuspruchs den Spielort wechseln. Es gastiert mit derzeit 20 Vorstellungen im Ostentor-Kino, einem der ältesten Programmkinos Deutschlands. 2018 wurde das Festival zur Aufnahme zur Méliès International Festivals Federation (MIFF) geprüft und bestand. Seit 2019 ist HARD:LINE das einzige Méliès-Festival Deutschlands und zählt zu den 100 wichtigsten Genrefestivals weltweit. Eine reguläre Durchführung des Festivals während der COVID-19-Pandemie war nicht möglich, weshalb HARD:LINE in Zusammenarbeit mit Festival Scope und Shift 72 das erste Hybridfestival Bayerns organisierte und folglich zur Präsenzveranstaltung auch einen Online-Stream anbot. Pandemiebedingt verlegte das Filmfest seinen Termin im September 2021 auf April 2022. Seitdem findet das Festival jährlich im April statt.

## Sektionen und Preise
Im Jahr 2014 wurde im Rahmen des Festivals erstmals ein Publikumsliebling aus allen gezeigten Filmen gekürt. Außer Konkurrenz stand dabei der Beitrag des Abschlussabends, der als Überraschungsfilm in einer Regensburger Kneipe gezeigt wurde. Mit der Erweiterung des Programms auf insgesamt elf Filme bespielte das Festival 2015 zwei Kinosäle und zeigte neben Highlights mit kommerzieller Ausrichtung (Sektion: Spotlights) auch vier unabhängig produzierte Filme, die ohne großes Budget auskommen mussten (Sektion: Perspektive). In beiden Sektionen wurde je ein Publikumsliebling gewählt. Mit der Ausweitung um einen Festivaltag und den Umzug in ein größeres Kino, wurde auch eine weitere Sektion (Directors Spotlight) gegründet. Im Jahr 2017 wurden die beiden Filmsektionen wieder vereint. Der Regiefokus blieb erhalten. Mit der Aufnahme zur Méliès International Festivals Federation wurden zwei Kurzfilmblocks ins Programm mit aufgenommen. Darin wird der Méliès D’Argent Award für den besten europäischen fantastischen Kurzfilm von einer internationalen Jury bestimmt.

### Publikumsliebling
| Jahr | Gewinner                    | Regie                                        | Sektion     | Award              |
| ---- | --------------------------- | -------------------------------------------- | ----------- | ------------------ |
| 2014 | Dead Snow: Red vs. Dead     | Tommy Wirkola                                |             |                    |
| 2015 | Deathgasm                   | Jason Lei Howden                             | Spotlights  |                    |
| 2015 | Dude Bro Party Massacre III | Tomm Jacobsen, Michael Rousselet, Jon Salmon | Perspektive |                    |
| 2016 | Under the Shadow            | Babak Anvari                                 | Spotlights  |                    |
| 2016 | Sun Choke                   | Ben Cresciman                                | Perspektive |                    |
| 2017 | Saving Sally                | Avid Liongren                                |             |                    |
| 2018 | Dave Made A Maze            | Bill Watterson                               |             |                    |
| 2019 | Achoura                     | Talal Selhami                                | Langfilm    | Golden Razor Blade |
| 2019 | The Burden                  | Nico van den Brink                           | Kurzfilm    | Silver Razor Blade |
| 2020 | Dinner in America           | Adam Rehmeier                                | Langfilm    | Golden Razor Blade |
| 2020 | Live Forever                | Gustav Egerstedt                             | Kurzfilm    | Silver Razor Blade |
| 2022 | Holy Shit!                  | Lukas Rinker                                 | Langfilm    | Golden Razor Blade |
| 2022 | Dana                        | Lucía Forner Segarra                         | Kurzfilm    | Silver Razor Blade |
| 2023 | Blaze                       | Del Kathryn Barton                           | Langfilm    | Golden Razor Blade |
| 2023 | Lost in the Sky             | Simon Öster                                  | Kurzfilm    | Silver Razor Blade |
| 2024 | Stopmotion                  | Robert Morgan                                | Langfilm    | Golden Razor Blade |
| 2024 | Fishmonger                  | Neil Ferron                                  | Kurzfilm    | Silver Razor Blade |

### Méliès D’Argent
| Jahr | Gewinner                       | Regisseur                   | Jury                                             |
| ---- | ------------------------------ | --------------------------- | ------------------------------------------------ |
| 2019 | Supine                         | Nicole Goode                | Julian Richards, Jonathan Barkan, Stefan Schimek |
| 2020 | La Última Navidad del Universo | David Muñoz, Adrian Cardona | Polly Allen, Niels Owesen, Roberto San Sebastian |
| 2022 | Survivers                      | Carlos Gómez-Trigo          | Manuel Ewald, Huan Vu, Kevin Zindler             |
| 2023 | Lost in the Sky                | Simon Öster                 | Chiara Kamnik, Manuel Magno, Nandita Solomon     |
| 2024 | Pesudo                         | Miquel Díaz Pont            | Alix Austin, Andre Groenhoff, Dominic Saxl       |

### Eröffnungsfilm
| Jahr | Filmtitel         | Regie                                                |
| ---- | ----------------- | ---------------------------------------------------- |
| 2013 | Maniac            | Alexandre Aja                                        |
| 2014 | It Follows        | David Robert Mitchell                                |
| 2015 | We Are Still Here | Ted Geoghegan                                        |
| 2016 | Fear, Inc.        | Vincent Masciale                                     |
| 2017 | The Heretics      | Chad Archibald                                       |
| 2018 | Summer of 84      | François Simard, Anouk Whissell, Yoann-Karl Whissell |
| 2019 | I See You         | Adam Randall                                         |
| 2020 | Unearth           | John C. Lyons, Dorota Swies                          |
| 2022 | The Retaliators   | Samuel Gonzalez Jr., Bridget Smith                   |
| 2023 | The Leech         | Eric Pennycoff                                       |
| 2024 | Brooklyn 45       | Ted Geoghegan                                        |

### Abschlussfilm
| Jahr | Filmtitel                     | Regie                                                |
| ---- | ----------------------------- | ---------------------------------------------------- |
| 2013 | Fresh Meat                    | Danny Mulheron                                       |
| 2014 | What We Do in the Shadows     | Jemaine Clement, Taika Waititi                       |
| 2015 | Turbo Kid                     | François Simard, Anouk Whissell, Yoann-Karl Whissell |
| 2016 | Operation Avalanche           | Matt Johnson                                         |
| 2017 | 68 Kill                       | Trent Haaga                                          |
| 2018 | Mandy                         | Panos Cosmatos                                       |
| 2019 | Why don’t you just die!       | Kirill Sokolow                                       |
| 2020 | Psycho Goreman                | Steven Kostanski                                     |
| 2022 | Slumber Party Massacre (2021) | Danishka Esterhazy                                   |
| 2023 | The Fist of the Condor        | Ernesto Díaz Espinoza                                |
| 2024 | All You Need is Blood         | Cooper Roberts                                       |

### Directors Spotlight
Mit dem Ziel jungen Independent-Regisseuren eine Plattform zu bieten und sie so für den deutschen Markt zugänglich zu machen, werden ausgewählte Titel aus dem Schaffen eines Regisseurs gezeigt.
| Jahr | Regisseur                 | Filmtitel                                   |
| ---- | ------------------------- | ------------------------------------------- |
| 2016 | Michey Keating            | POD, Darling und Carnage Park               |
| 2017 | Chad Archibald            | The Drownsman, Bite und The Heretics        |
| 2018 | Simeon Halligan           | Splintered, White Settlers und Habit        |
| 2019 | Julian Richards           | Darklands, The Last Horror Movie und Reborn |
| 2020 | Pandemiebedingt entfallen |                                             |
| 2022 | Pandemiebedingt entfallen |                                             |
| 2023 | Dain Iskandar Said        | Bunohan, Interchange und Blood Flower       |
| 2024 | Ted Geoghegan             | Brooklyn 45, Mohawk, We are still here      |

## Premieren
Unter anderem feierten viele Filme ihre Deutschland-, Europa-, Internationale oder Weltpremiere beim HARD:LINE Festival: Achoura, Al morir la matinée, All You Need Is Blood, Aniara, Aporia, Artik, The Axiom, Bajo La Rosa, Black Mountain Side, Blood Flower, Boar, Brooklyn 45, Cold Ground, The Complex Forms, Compulsion, Darling, Daughter, Death on Scenic Drive, The Deep Ones, The Demolisher, Domain, The Drownsman, Dude Bro Party Massacre III, The Emu War, Fear, Inc., The Fist of the Condor, Flowing, For the Sake of Vicious, Found, Framed, Frank & Zed, Ghost Killers vs. Bloody Mary, Habit, Hall, Happy Hunting, Holy Shit!, The House On Pine Street, The Heretics, Hunt Her Kill Her, I’ll Take Your Dead, In a Violent Nature, The Incident, Interchange, Itsy Bitsy, Kill Your Lover, Kumanthong, The Leech, Living Among Us, Luz: The Flower of Evil, The Medium, Night Caller, The Oak Room, Offseason, The Outwaters, The Parker Sessions, Pimped, Plague, The Pool, The Retaliators, Sator, Saving Sally, Sexy Durga, Slapface, Slumber Party Massacre (2021), Smother, Splintered, Starfish, Stopmotion, Sun Choke, Tigers Are Not Afraid, Top Knot Detective, Unearth, Volition, We Are Still Here, When I Consume You, The Witch Next Door, You’ll Never Find Me